# متئو استوپا
متئو استوپا (انگلیسی: Matteo Stoppa؛ زادهٔ ۲۷ سپتامبر ۲۰۰۰) بازیکن فوتبال اهل ایتالیا است.
از باشگاه‌هایی که در آن بازی کرده‌است می‌توان به باشگاه فوتبال نووارا اشاره کرد.